# Réserve de faune de Zemongo
Das Réserve de faune de Zemongo (en.: Zemongo Faunal Reserve, deutsch Faunen-Reservat Zemongo) liegt im Osten der Zentralafrikanischen Republik in der Präfektur Haut-Mbomou. Es wurde 1925 gegründet und 1975 erneuert und umgestaltet, auch wenn in dem Gebiet bis 1980 Jagd erlaubt war. Die Hauptflüsse sind Vovado und Goangoa, Zuflüsse des Chinko. Das Schutzgebiet umfasst eine Fläche von 10.100 km², von denen 1720 km² aus zeitweise überflutetem Auwald bestehen. Den Großteil des Reservats bedecken dichte Savannen des Northern Congolian Forest-Savanna Mosaic mit Isoberlinia-Bestand und Galeriewälder. Ostafrikanische Schimpansen und andere Primaten kommen hier noch vor. Früher gab es große Elefantenbestände und eine vielfältige Antilopengemeinschaft. BirdLife International hat das Gebiet als Important Bird Area gelistet.